# Othonna opima
Othonna opima là một loài thực vật có hoa trong họ Cúc. Loài này được Merxm. mô tả khoa học đầu tiên.